# Liz White
Elizabeth „Liz“ White (* 5. November 1979 in Rotherham, South Yorkshire) ist eine britische Schauspielerin.

## Leben und Karriere
White wurde am Liverpool Institute of Performing Arts ausgebildet.
Whites bekannteste Rolle ist die der Polizistin Annie Cartwright in der BBC-Serie Life on Mars – Gefangen in den 70ern.

## Filmografie (Auswahl)
- 2002: Auf Wiedersehen, Pet (Fernsehserie, 2 Episoden)
- 2002: Always and Everyone (Fernsehserie, eine Episode)
- 2002–2003: Ultimate Force (Fernsehserie, 3 Episoden)
- 2003: Teachers (Fernsehserie, 4 Episoden)
- 2004: Vera Drake
- 2004: Blue Murder (Fernsehserie, eine Episode)
- 2004: A Thing Called Love (Fernsehserie, 6 Episoden)
- 2004: Ten Minute Movie (Kurzfilm)
- 2005: Angell’s Hell (Fernsehfilm)
- 2006: The Street (Fernsehserie, eine Episode)
- 2006: Vincent (Fernsehserie, eine Episode)
- 2006–2007: Life on Mars – Gefangen in den 70ern (Life on Mars, Fernsehserie, 16 Episoden)
- 2008: The Fixer (Fernsehserie, 6 Episoden)
- 2008: Fairy Tales (Fernseh-Miniserie, eine Episode)
- 2008: Agatha Christie’s Marple (Fernsehserie, eine Episode)
- 2009: A Short Stay in Switzerland (Fernsehfilm)
- 2011: Wild Bill
- 2012: Die Frau in Schwarz (The Woman in Black)
- 2013: The Paradise – Haus der Träume (The Paradise, Fernsehserie, eine Episode)
- 2014: Pride
- 2014: New Tricks – Die Krimispezialisten (New Tricks, Fernsehserie, eine Episode)
- 2014: Our Zoo (Fernseh-Miniserie, 6 Episoden)
- 2014: Osiris
- 2016: Grantchester (Fernsehserie, eine Episode)
- 2017: The Halcyon (Fernsehserie, 8 Episoden)
- 2019: Brexit – Chronik eines Abschieds (Brexit: The Uncivil War, Fernsehfilm)
- 2020: Eine Frau an der Front (Our Girl, Fernsehserie, eine Episode)
- 2022: Anatomie eines Skandals (Anatomy of a Scandal, Miniserie, 6 Episoden)
- 2022: The Chelsea Detective (Fernsehserie, eine Episode)